# ホルム＝ネクスト＝ザ＝シー
ホルム=ネクスト=ザ=シー（Holme-next-the-Sea）は、イギリスのノーフォーク郡にある小さな村と行政教区である。ハンスタントンの海水浴場から北東に約5キロメートル離れている北ノーフォーク海岸に位置している。また、 キングスリン町からは北に30キロメートル、ノーウィッチ市からは北西70キロメートル離れた場所に位置している 。
村の名称の由来は海の隣にある「島」である。

## 概要
行政教区の面積は8.82キロメートルである。人口は2001年の国勢調査では177世帯、322人であったが  、2011年の国勢調査では239人まで減少している 。地方自治体ではキングスリアンアンドウエストノーフォーク地区に属する。
北海沿岸の上空は秋の渡り鳥にとって重要な地域になる。その結果、隣接する2つの自然保護区があり、1つはノーフォーク野生生物機構が所有、もう1つはノーフォーク鳥類学会が所有している。 1987年には、野生生物機構が所有しているホルム・デューンズで飼育されたセイタカシギのペアが3匹の子どもを育てた 。
ハンスタントンにあるリンクのゴルフ場の東端はホルムに達しており、国立観光歩道を形成するペダーズ・ウェイとノーフォーク海岸道路合流点の道の通行権は法律で保証されているため、野鳥観察者とゴルファーのいずれも持っている。
シーヘンジにある青銅器時代の木柱サークル区域に最も近い村である。
聖メアリー協会が最初に言及されたのは1188年であるが、残っている建物のなかで最も古いものは15世紀に建てられた塔である。以前の建造物から数々の記念碑と古代の石で作られた文字が残っていますが、主な教会の建造物は1888年に取り壊され、再建された。教会にピールを未だ鳴らしている鐘が5つあり、最も古い鐘は1677年に作られたものである。教会の庭にはホルムの家に住んでいたネルソン家の一員の墓が多くある 。